# تايلر الفاريز
تايلر سيج ألفاريز (بالإنجليزية: Tyler Sage Alvarez)‏، ولد في 25 أكتوبر 1997 في نيويورك، هو ممثل أمريكي، اشتهر بأدواره القيادية في المسلسل مثل بيتر مالدونادو في المسلسل الهزلي المخرب الأمريكي (2017–2018).
في 11 يونيو 2021، ظهر ألفاريز علنًا كمثلي الجنس على وسائل التواصل الاجتماعي.

## روابط خارجية
- تايلر الفاريز على موقع IMDb (الإنجليزية)
- تايلر الفاريز على موقع ميتاكريتيك (الإنجليزية)
- تايلر الفاريز على موقع روتن توميتوز (الإنجليزية)
- تايلر الفاريز على موقع قاعدة بيانات الأفلام العربية
- تايلر الفاريز على موقع ألو سيني (الفرنسية)
- تايلر الفاريز على موقع أول موفي (الإنجليزية)
- تايلر الفاريز على موقع قاعدة بيانات الفيلم (الإنجليزية)
- تايلر الفاريز على موقع كينوبويسك (الروسية)